# 清野優美
清野 優美（せいの ゆみ、1984年5月23日 - ）は、日本のモデル、女優。アイル所属。東京都足立区出身。血液型はO型。

## 人物
- 女優の吹田早哉佳[1]、タレントの福下恵美[2]は高校時代の同級生である。

## 出演作品

### ドラマ
- 遠い記憶 岩手盛岡風ひかる里（1992年、フジテレビ系）
- サイコメトラーEIJI（1997年、日本テレビ系）
- 川の見える病院から 幼い命を救いたい!熱血先生とがんと闘う子どもたちの涙の記録（1997年、テレビ朝日系）
- 寺子屋ゆめ指南（1997年、NHK総合） - お絹 役
- ウルトラマンガイア（1998年、TBS系） - 真澄 役
- dinner（2013年、フジテレビ系） - 佐藤久美子 役

### 映画
- 学校の怪談3（1997年、東宝） - 運動会のアナウンサー 役
- 独立少年合唱団（2000年） - 女子マネージャー 役
- A LITTLE WORLD（2012年） - アヤ 役

### 吹き替え
- ミステリー・グースバンプス - キャラ・レンフィールド 役

### 舞台
- 荷車のうた
- ほにほにはな子医者

### PV
- 君のすべてに（Spontania）

### CM・広告
- 明治製菓 エクセルスーパーカップ
- 日本リーバ
- ディズニー ホームビデオ　アラジン
- リクルート ゼクシー
- プロミス
- スタッフサービス
- マイクロソフト
- キリンビバレッジ 潤る茶
- 第一生命 安心の絆
- 花王 食卓クイックル
- SMBCコンシューマーファイナンス
- 第一三共ヘルスケア
- カルカン　パウチ
- カルピス 守る働く乳酸菌（2014年）[3]